# Дзежонжна (Суленцинський повіт)
Дзежонжна (пол. Dzierzążna) — село в Польщі, у гміні Кшешиці Суленцинського повіту Любуського воєводства.
Населення — 95 осіб (2011).
У 1975—1998 роках село належало до Гожовського воєводства.

## Демографія
Демографічна структура станом на 31 березня 2011 року:
|          | Загалом | Допрацездатний вік | Працездатний вік | Постпрацездатний вік |
| -------- | ------- | ------------------ | ---------------- | -------------------- |
| Чоловіки | 43      | 10                 | 25               | 8                    |
| Жінки    | 52      | 12                 | 24               | 16                   |
| Разом    | 95      | 22                 | 49               | 24                   |